# Cinnamosma
Cinnamosma is een geslacht uit de familie Canellaceae. De soorten zijn endemisch op Madagaskar.

## Soorten
- Cinnamosma fragrans Baill.
- Cinnamosma macrocarpa H.Perrier
- Cinnamosma madagascariensis Danguy

Canella · 
Cinnamodendron · 
Cinnamosma · 
Pleodendron · 
Warburgia